# Puchar Australii i Nowej Zelandii w narciarstwie alpejskim 2024
Sezon 2024 Pucharu Australii i Nowej Zelandii w narciarstwie alpejskim rozpoczął się 28 sierpnia 2024 r. w nowozelandzkim Coronet Peak zawodami w slalomie gigancie kobiet, natomiast ostatnie zmagania tej edycji (slalomy kobiet i mężczyzn) przeprowadzono trzy dni później, tj. 31 sierpnia 2024 r., w tym samym ośrodku narciarskim. Łącznie zorganizowano 3 z planowanych 8 konkursów dla kobiet oraz 2 z planowanych 8 konkursów dla mężczyzn.

## Puchar Australii i Nowej Zelandii w narciarstwie alpejskim kobiet
Wśród kobiet Pucharu Australii i Nowej Zelandii z sezonu 2023 broniła Amerykanka AJ Hurt. Tym razem zwyciężyła Szwajcarka Janine Mächler.
W poszczególnych klasyfikacjach triumfowały: 
- gigant:  Alice Robinson
- slalom:  Janine Mächler/ Piera Hudson

## Puchar Australii i Nowej Zelandii w narciarstwie alpejskim mężczyzn
Wśród mężczyzn Pucharu Australii i Nowej Zelandii z sezonu 2023 bronił Brytyjczyk Laurie Taylor. Tym razem zwyciężył Belg Sam Maes.
W poszczególnych klasyfikacjach triumfowali:
- slalom:  Sam Maes